# Альтернирующий метод Шварца
В математике альтерни́рующий ме́тод Шва́рца или альтерни́рующий проце́сс — итеративный метод, предложенный в 1869—1870 годах Германом Шварцем в теории конформных отображений. Для двух пересекающихся областей на комплексной плоскости, для каждой из которых решаема задача Дирихле, Шварц описал итеративный метод для решения задачи Дирихле в их объединении при условии надлежащего пересечения. Это была одна из конструктивных техник конформного отображения, разработанных Шварцем как вклад в задачу униформизации, сформулированную Риманом в 1850-х и впервые строго решённую Кёбе и Пуанкаре в 1907. Он представил схему того, как униформизировать объединение двух областей, если известно, как униформизировать каждую из них по отдельности, при условии, что их пересечение топологически было диском или кольцом. С 1870-го Карл Нейман также внёс вклад в эту теорию.
В 1950-х годах метод Шварца был обобщён в теории уравнений в частных производных до итерационного метода поиска решения краевой задачи эллиптического типа в области, являющейся объединением двух пересекающихся областей. Он включает решение краевой задачи на каждой из двух подобластей по очереди, всегда принимая последние значения приближённого решения в качестве следующих граничных условий. Это используется в численном анализе под названием мультипликати́вный ме́тод Шва́рца (в противовес аддитивному методу Шварца) как метод декомпозиции областей.

## История

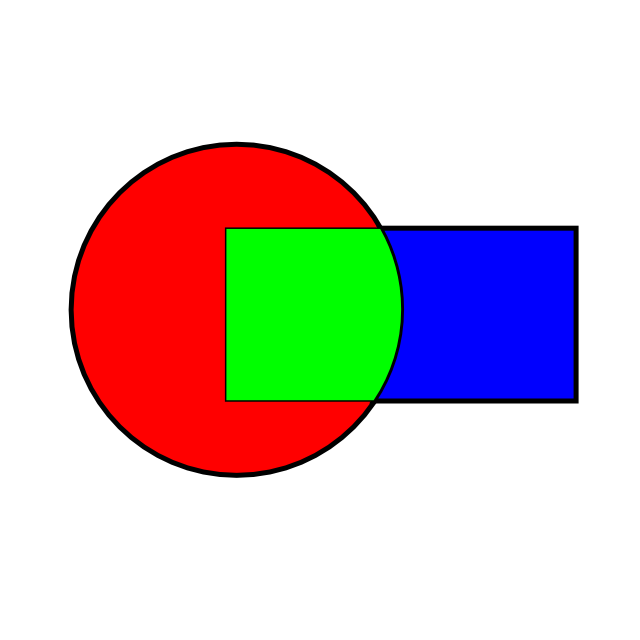
Оригинальный логотип методов декомпозиции областей: представление проблемы, рассмотренной Шварцем в 1870. Синий прямоугольник в оригинале был квадратом.

Впервые метод был сформулирован Шварцем и служил теоретическим инструментом: его сходимость для эллиптических уравнений в частных производных второго порядка была впервые доказана Соломоном Григорьевичем Михлиным намного позже, в 1951.

## Алгоритм
Оригинальной задачей, рассмотренной Шварцем, была задача Дирихле (с уравнением Лапласа) на области, содержащей круг и частично наложенный квадрат. Чтобы решить задачу Дирихле на одной из двух подобластей (квадрате или круге), решение должно быть известно на границе: поскольку часть границы содержится в другой подобласти, задача Дирихле должна решаться на двух подобластях в совокупности. Введём итеративный алгоритм:
1. Сделаем первое предположение о решении на той части границы круга, которая находится внутри квадрата;
2. Решаем задачу Дирихле на круге;
3. Используем решение из (2), чтобы аппроксимировать решение на границе квадрата;
4. Решаем задачу Дирихле на квадрате;
5. Используем решение из (4), чтобы аппроксимировать решение на границе круга, потом переходим к шагу (2).

При сходимости решение на пересечении будет таким же, как на круге или квадрате.

## Оптимизированные методы Шварца
Скорость сходимости зависит от размера пересечения подобластей и от условий трансмиссии (граничные условия, использованные на переходе между подобластями). Возможно увеличить скорость сходимости методов Шварца через подбор условий трансмиссии: такие методы называются оптимизированными методами Шварца.